# Samba (film)
Samba (telugu: సాంబ) to kollywoodzki dramat miłosny z 2004 roku. Wyreżyserował go w języku telugu V.V. Vinayak, autor Bunny i Yogi. W rolach głównych Jr. NTR, Bhoomika Chawla, Genelia D’Souza i Prakash Raj.

## Obsada
- Jr. NTR – Samba
- Prakash Raj – Pasupathi
- Bhoomika Chawla – Nandu
- Genelia D’Souza – Sandhya
- Krishna Bhagavan – prawa ręka Pasupathi
- Subbaraju – brat Pasupathi